# Passage Tomb von Magheraboy

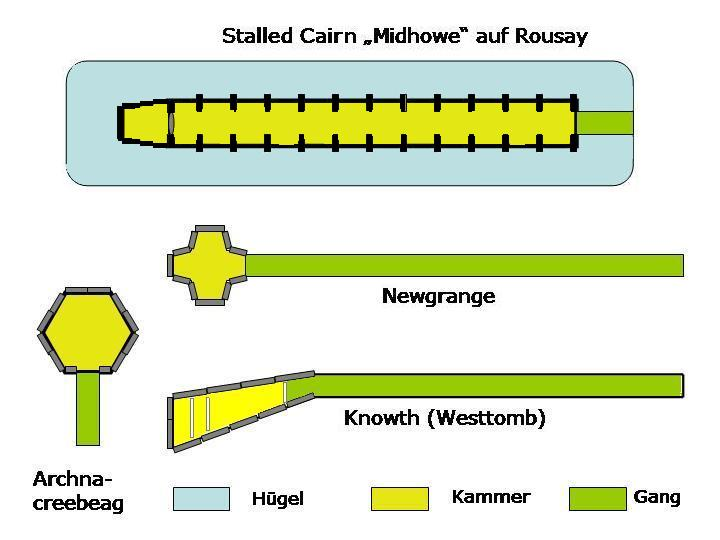
Schema der Passage Tombs

Das 1941 ausgegrabene Passage Tomb von Magheraboy (auch The Druid’s Stone genannt) liegt im Townland Magheraboy (irisch An Machaire Buí) im Gebiet der Gemeinde Ballintoy bei Bushmills im County Antrim in Nordirland.
Das Passage Tomb liegt auf einer Anhöhe und wird durch einen Feldwall geteilt. Ein Teil des Randsteinkreises von etwa 12 m Durchmesser ist erhalten. Der Zugang ist kurz und durch Ginster blockiert. Die Reste der kleinen polygonalen Kammer sind in gutem Zustand und bestehen aus drei etwa einen Meter hohen Tragsteinen, auf denen ein großer Deckstein liegt. Zwei weitere Orthostaten liegen vor der Kammer, die etwa nach Norden gerichtet ist.
Etwa einen Kilometer westlich liegt das Passage Tomb von Clegnagh. 